# Allanton (North Lanarkshire)
Pour les articles homonymes, voir Allanton.
Allanton est un village situé dans le North Lanarkshire, en Écosse.